# NGC 206
NGC 206 — область звёздообразования; крупнейшая в местной группе галактик. Расположена в галактике Андромеды (М31, NGC 224).
Этот объект входит в число перечисленных в оригинальной редакции «Нового общего каталога».